# Beijing Automobile Works
Beijing Automobile Works (BAW) (北京汽车制造厂有限公司), sommetider forkortet BAW, er en kinesisk køretøjsfabrikant med hovedsæde i Beijing. BAW fabrikerer offroadere, pickups, minibusser og militære køretøjer.

## Historie
Beijing Automobile Works blev grundlagt i 1953 som The First Accessory Factory og senere omdøbt til Beijing Automobile Works i 1958. I 1987 fusionerede virksomheden med Beijing Motorcycle Company og blev til the Automobile and Motorcycle United Company (BAM).
Den moderne virksomhed, Beijing Automobile Works Co.,Ltd(BAW) er etableret i 2001 og består af det oprindelige Beijing Automobile Works, og det første kinesiske automobil-joint venture Beijing Jeep, Beijing Automobile Assembly og Foton .

## Modeller

### Offroadere
- Luba
- Qishi (baseret på Jeep Cherokee)
- Jeep (baseret på Jeep Wrangler)

### Pickups
- Luling
- Luling SUV

### Minibusser
- Haice/Haise – en licensbygget Toyota Hiace af fjerde generation
- Ambulance – baseret på Haice

### Militære køretøjer
- BJ2020VJ(4×4)
- BJ2020VAJ(4×4)
- BJ2032VJ(4×4)

### Øvrige
- Flagship
- Towdoorjeep

## Moderselskab
- Beijing Automotive Industry Holding Corporation